# Locomotiva FS E.646
Le E.646/E.645 sono un gruppo di locomotive elettriche articolate per treni viaggiatori (E.646) o treni merci (E.645) commissionate dalle Ferrovie dello Stato italiane alla fine degli anni 1950 e ritirate dal servizio nel 2009.

## Storia

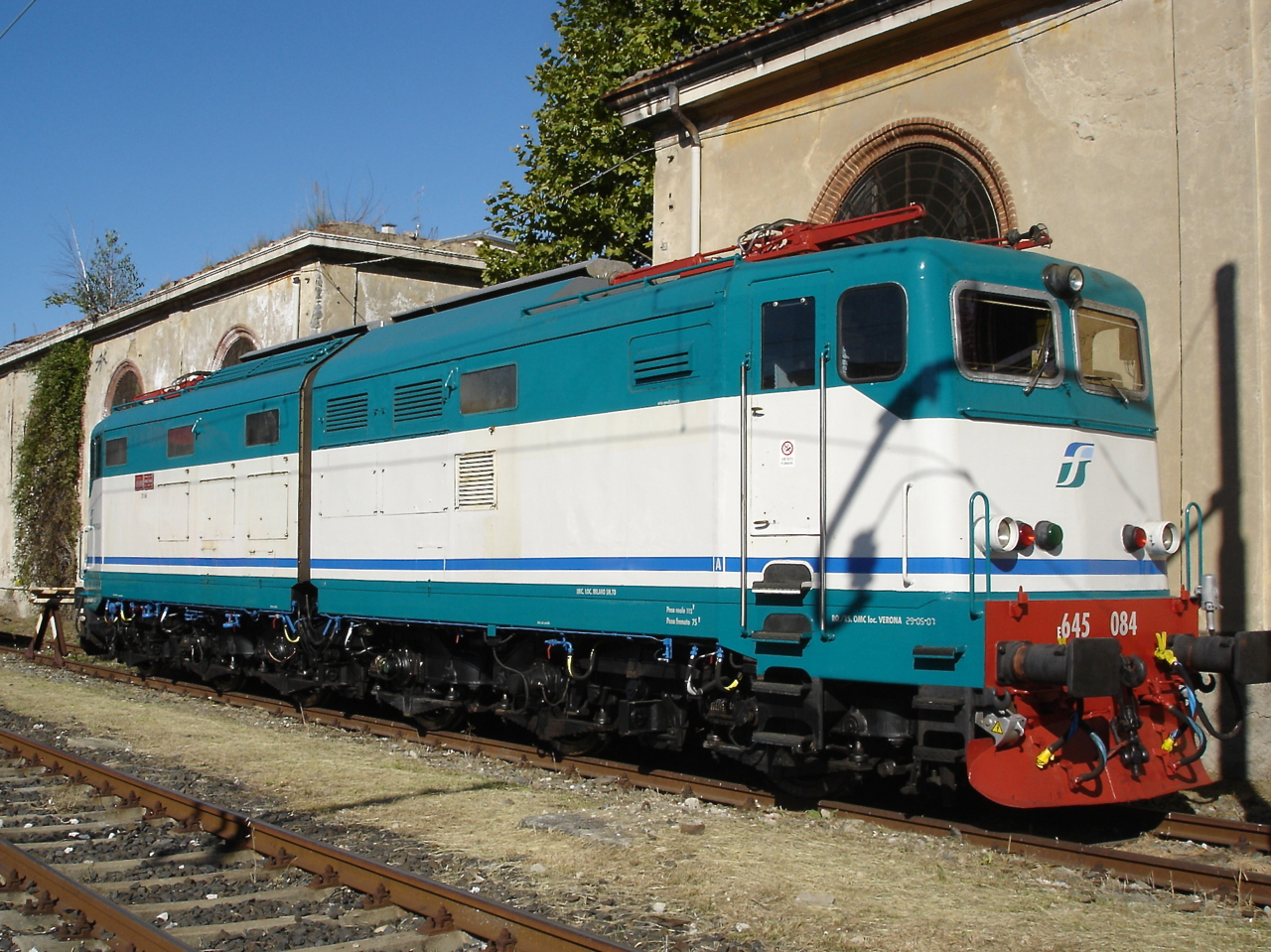
E.645.084 in livrea XMPR presso la stazione di Luino.

All'inizio degli anni cinquanta le Ferrovie dello Stato, esaurita la fase della ricostruzione postbellica, intrapresero la progettazione di locomotive di potenza in grado di fornire migliori prestazioni in termini di capacità di traino e di minori tempi di percorrenza.
Tra le locomotive elettriche disponibili nel parco rotabili FS, tutte di progettazione anteguerra, nessuna raggiungeva la potenza di 3 MW; le E.626 e E.636, progettate nel periodo fascista e costruite tra questo e il secondo dopoguerra, erano ambedue al di sotto dei 2 MW continuativi, mentre le E.428, a cui erano affidati i treni viaggiatori più importanti, a malapena superavano i 2,5 MW continuativi e, sebbene previste per velocità fino a 130 km/h, soffrivano di problemi di stabilità che ne limitavano la velocità massima ed offrivano prestazioni che con treni viaggiatori pesanti e su linee in salita si rivelavano del tutto insufficienti.
Il piano di rinnovamento prevedeva anche l'introduzione e la progressiva messa in posa delle nuove rotaie da 60 kg/m, allo scopo di aumentare il peso assiale ammesso dall'armamento ferroviario nonché la costruzione di carrozze viaggiatori atte ai 140/160 km/h di velocità massima.
Si lavorò su due filoni: una locomotiva articolata a sei assi concettualmente basata sulla struttura collaudata delle E.636 e una a 4 assi sulla base delle E.424 che diede luogo al prototipo E.434 (utilizzato per collaudare i motori sperimentali e rimasto in questa configurazione fino al 1979). Il primo tipo venne ritenuto più adatto alle esigenze e mandato in fase di sviluppo avanzato, portando alla nascita delle E.646, mentre il secondo fu momentaneamente accantonato, venendo poi ripreso alcuni anni dopo con i dovuti aggiornamenti tecnologici e dando vita alla famiglia delle E.444.
Lo sviluppo del progetto E.646 venne incentrato sull'evoluzione meccanica della trasmissione e sull'incremento della potenza di trazione: venne creato un nuovo tipo di motore, il Tipo 82-333FS a 6 poli, più potente dei Tipo 32R a 4 poli usati sulle motrici in circolazione. Il progetto delle nuove motrici venne sviluppato dall'Ufficio Studi del Servizio Materiale e Trazione delle Ferrovie dello Stato nel 1956, che affidò la produzione e l'industrializzazione a TIBB. Nell'ottobre 1958 i primi esemplari di preserie (E.646.001/005) furono consegnati alle FS: si trattava di 5 locomotive molto simili nell'estetica alle E.636 di cui riprendevano la meccanica e la suddivisione in semicasse articolate. Nonostante l'apparenza si trattava tuttavia di macchine profondamente diverse nella parte elettrica e nella trasmissione.
In seguito ai collaudi positivi nell'esercizio corrente si procedette alla consegna delle 32 motrici di prima serie che vennero realizzate con la struttura derivata dalla E.636 ma con nuovi carrelli U1250 dal passo più corto (diversi da quelli dei 5 prototipi ed adottati anche per la seconda serie) di questo lotto 15 furono destinate al traffico passeggeri (E.646.006/020, Rapporto di trasmissione 25/64) e 17 al traffico merci (E.646.021/037, rapporto di trasmissione 21/68), differenziate per la livrea: grigio nebbia e verde magnolia per la versione passeggeri, più veloce, castano e isabella per quella merci uguale a quella delle progenitrici E.636.
Le locomotive E.646 dotate di rapporto di trasmissione 21/68 per treni merci dal 1961 ricevettero i nuovi numeri d'ordine da 201 a 217, evidenziando così la loro diversità di impiego.
In via sperimentale, le E.646.036/037 uscirono dalla fabbrica con un rapporto di trasmissione ancora più corto, il 20/69 con velocità massima di 110 km/h, destinato al traino di convogli pesanti su linee in forte pendenza. L'esperimento non ebbe seguito su altre unità, ma queste due locomotive rimasero in servizio regolare con il rapporto di trasmissione 20/69 da 110 km/h per molti anni, divenendo nel frattempo le E.645.016/017.

La 016 fu demolita prematuramente, essendo stata coinvolta nel tragico incidente ferroviario di Murazze di Vado del 1978, mentre la 017 venne riconvertita al normale rapporto di trasmissione 21/68 nella prima metà degli anni novanta, conservando tuttavia, in cabina di guida, il maniglione di potenza più corto, con meno denti rispetto al normale maniglione delle E.645/E.646.
Dal 1961 al 1967 vennero quindi costruite altre 260 motrici di II serie, dotate di un nuovo frontale pressoché piatto anziché sagomato e dotato di due finestrini di maggiori dimensioni. Di queste, 199 furono previste per il servizio passeggeri e 61 per il servizio merci.

A questo punto però ci si rese conto che la numerazione delle nuove locomotive si sarebbe sovrapposta a quella delle E.646 201/217 e pertanto si decise di costituire il nuovo gruppo E.645 in cui raggruppare tutte le motrici destinate ai servizi merci, e in cui confluirono quindi sia le 32 unità di I serie a frontale sagomato, sia le 61 unità di II serie a frontale piatto, che vennero pertanto così numerate: 

• E.645 001/017 (ex E.646 021/037 poi 201/217)

• E.645 018/032 (ex E.646 006/020) a cui fu modificato il rapporto di trasmissione da 25/64 a 21/68

• E.645 033/093

Tutte le unità di I e II serie ricevettero anche la livrea castano e isabella.
Le 199 unità di II serie per servizi passeggeri vennero quindi immatricolate come E.646 006/013 e 020/210, ricevendo la colorazione grigio nebbia e verde magnolia.

Le matricole 014/019 vennero assegnate invece alle prime E.645 di II serie (contemporaneamente infatti le E.646 di I serie convertite in E.645, ricevevano nuovi numeri di servizio non in sequenza ordinata), ma furono successivamente rinumerate e tutte raggruppate nell'unico lotto di E.645 033/093, per poterle così distinguere meglio da quelle della I serie. 
Tutte le locomotive E.645 di entrambe le serie inoltre erano dotate fin dall'origine di dispositivo anticabraggio, mentre le E.646.006/210 di seconda serie e i 5 prototipi E.646.001/005 non ne erano provvisti.
Nel 1962 si aggiunse una livrea speciale in celeste e blu per due macchine di seconda serie, la E.646.035 e la 037, utilizzate per il Treno Azzurro.
Nell'estate 2004 iniziarono gli interventi di trasformazione in E.645 di alcune E.646 seconda serie della divisione cargo di Trenitalia, mediante la messa in opera del rapporto di trasmissione 21/68 in sostituzione del 25/64, il tutto con lo scopo di rendere le macchine più adatte al servizio merci cui erano destinate. Le locomotive così modificate ricevettero una nuova progressiva numerica ottenuta sommando 300 a quella d'origine. La prima E.646 convertita fu l'unità 059, rinumerata E.645.359.
Le E.646 e le E.645.300 assegnate a Trenitalia Cargo sono state inoltre private delle apparecchiature necessarie per il controllo porte delle vetture passeggeri (pulsantiere in cabina) e per il telecomando (avviatore automatico), riducendo la condotta a 78 poli ad un elemento inutilizzabile.
Le E.646 non hanno mai ricevuto alcun soprannome caratterizzante, a differenza di quanto avvenuto ai locomotori degli anni settanta e ottanta; l'unico soprannome conosciuto è stato "Camaleonte", dovuto alle numerose modifiche di coloritura ed utilizzo cui sono state sottoposte queste macchine durante la loro lunga carriera (nomignolo utilizzato soprattutto tra gli addetti ai lavori). 
Oramai considerate obsolete e non più rispondenti ai nuovi standard di sicurezza ferroviaria, quasi tutte le macchine E.645 sono state dismesse nel 2008, mentre la massima parte delle E.646 è stata accantonata e dismessa nel 2009. Dopo il loro ritiro dai servizi effettivi, le ultime unità non considerate di valore storico sono state progressivamente demolite, le ultime tra il 2019 e il 2023.

## Tecnica

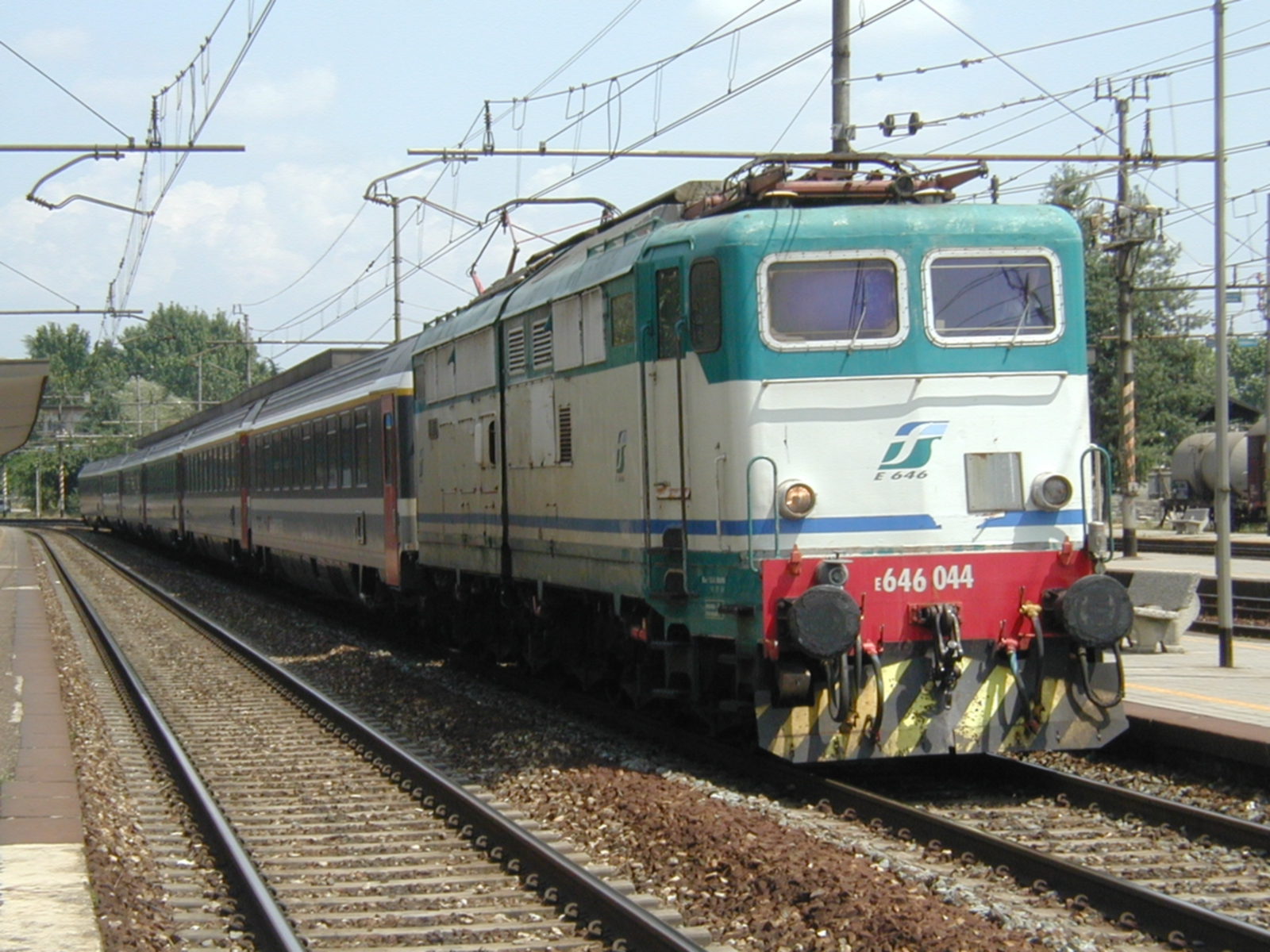
E.646.044 in livrea XMPR al traino di un EuroCity Milano-Basilea, in transito nella stazione di Monza.

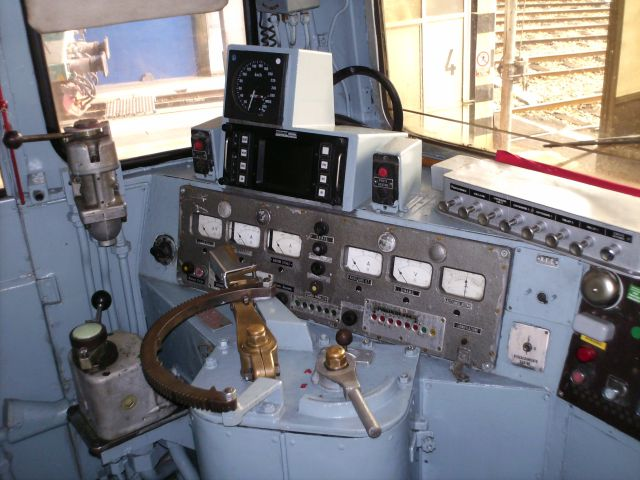
Cabina di guida di una E.646 con SCMT; si noti il caratteristico maniglione a tacche per le combinazioni dei motori e l'esclusione del reostato, tipico delle locomotive reostatiche ad avviamento manuale italiane

Le E.646 si dimostrarono subito macchine perfette per le esigenze di mobilità dell'epoca in cui furono progettate, quella del boom economico: potenti (4320 kW assorbiti a regime orario) e veloci (140 km/h) come nessun'altra locomotiva italiana esistente allora, le loro prestazioni in pianura erano di ben 900 tonnellate a 130 km/h (contro le 260 tonnellate a 130 km/h della E.428 e le 240 tonnellate a 120 km/h della E.636 con rapporto di trasmissione 28/65). L'entrata in servizio delle E.646 permise la sostituzione graduale delle ormai obsolete locomotive E.428, che già dai primi anni sessanta vennero sempre più relegate ai treni diretti e locali. Le E.646 vennero assegnate alle relazioni più lunghe e importanti dell'Italia dell'epoca, come la "Freccia del Sud", ed effettuarono treni viaggiatori rapidi su tutte le direttrici più importanti del Paese fino all'immissione in servizio delle prime E.444 ed E.656.
Le E.646 non seguivano la convenzione pre-bellica di indicare col terzo numero della sigla il numero di motori installati. Montavano infatti 12 motori, contro i 6 dei gruppi di locomotive immediatamente precedenti, ognuno da 360 kW uniorari. Questi motori gemellati (costituiti da due gruppi induttore/indotto montati affiancati dentro ad un'unica carcassa) richiedevano molto spazio nel sottocassa, per cui per i carrelli venne scelto il passo di 3150 mm, in seguito ridotto a 2 850 mm a seguito di una riprogettazione della struttura del telaio dei carrelli.
I motori Tipo 82-333FS, oltre ad essere più potenti erano più pesanti rispetto a quelli delle E.636 (Tipo 32-200FS), garantendo una migliore aderenza: col 20% di peso in più, le prestazioni aumentarono del 50%.
La regolazione della marcia è reostatica di tipo tradizionale, ovvero ad esclusione manuale (a differenza delle locomotive dei gruppi E.656 ed E.444, che montano un avviatore elettronico di serie), come su tutti i gruppi di locomotive in corrente continua precedenti (con qualche eccezione per il gruppo E.424); ad eccezione delle caratteristiche di marcia economica consentite: oltre ad avere possibilità di 5 gradi di indebolimento di campo nelle combinazioni serie e serie-parallelo, l'elevato numero di motori consentì la realizzazione della combinazione in superparallelo (ovvero 4 rami da tre motori ciascuno), con possibilità di indebolimento di campo fino a 3 gradi come per la parallelo fino ad una velocità di 140 km/h. In totale sono così ottenibili fino a 20 caratteristiche di marcia economica (ovvero a reostato completamente escluso).
Le semicasse in acciaio erano posate su travi oscillanti, come nella E.636: i carrelli ad H collegati alla cassa con due molle a balestra. Altre 4 balestre costituivano il sistema di sospensione.
Le fiancate lisce della macchina, pur mostrandosi forse poco resistenti, risultarono utili quando, nel 2000, si procedette alla pellicolazione in livrea unificata. La facilità di applicazione sulle lamiere piane le rese le prime macchine a portare la pellicola di protezione antigraffiti.

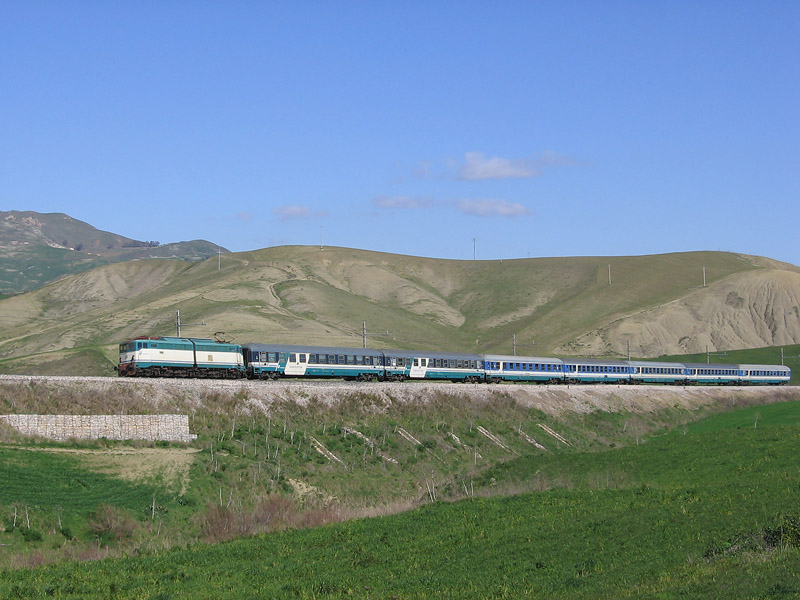
L'espresso Freccia del Sud trainato dalla E.646.192 nell'entroterra siciliano.

La massa delle locomotive è di 108 tonnellate tutte aderenti per le E.646 001/005 prototipo (allo stato d'origine, poi aumentata a 110) e
110 tonnellate per le unità E.646 006/210 di serie, mentre tutte le E.645 (prima serie 001/017, convertite 018/032, seconda serie 033/093, comprese le unita 101/105 derivate dalla conversione delle E.646.001/005 prototipo) hanno una massa di 112 tonnellate (ottenuta mediante zavorra costituita da blocchi di cemento installati sul telaio per aumentare l'aderenza e la forza allo spunto).
Una novità tecnica importante fu la scelta di un nuovo tipo di trasmissione ad albero cavo con anello danzante, il cui progetto sarà ripreso per molte delle locomotive italiane progettate negli anni seguenti (E.444/E.444R, E.656, E.632, E.633, E.652, D.343, D.345, D.443 e D.445).
Le E.645/646 sono dotate di due compressori Westinghouse W242 da 1600 litri al minuto di portata ciascuno, collegati ai serbatoi per la produzione dell'aria compressa necessaria ai servizi e all'impianto frenante.
La serie E.646 è stata dotata di impianto del freno di tipo alta velocità (FAV), a doppio stadio di pressione, per avere una maggior azione frenante alle velocità superiori ai 60 km/h (caratteristica importante per i treni viaggiatori).
In seguito alla decisione di trasformarle in locomotive per servizi locali, a metà degli anni settanta, il progetto E.646 venne sottoposto ad adeguamento tecnologico presso la OGR di Foligno: venne installata la circuiteria del telecomando a 78 poli per l'accoppiamento con carrozze semipilota per il servizio su treni reversibili (denominati "navetta") per il traffico pendolare. Anche l'estetica generale subì delle variazioni: vennero aggiunte nuove prese d'aria a griglia, essendo quelle originarie insufficienti alle nuove esigenze di smaltimento del calore generato dai frequenti avviamenti. Le E.646.187/210 uscirono di fabbrica già con le modifiche per il telecomando da carrozza semipilota mentre le modifiche estetiche furono applicate in seguito durante la conversione delle altre macchine.
In seguito alla trasformazione delle macchine di serie per il servizio con i treni navetta, le E.646.001/005 prototipo – diverse dalle altre macchine della stessa serie per caratteristiche tecniche ed estetiche – furono convertite in E.645.101/105 mediante cambio del rapporto di trasmissione e ricoloritura (rimanendo comunque differenti dalle altre macchine merci per la mancanza dell'anticabraggio elettrico che queste, a differenza delle E.645.001/093 non hanno mai avuto, per i carrelli Im1250 derivati da quelli delle E.636 e per il reostato di avviamento composto da 16 gradini come le E.636 invece dei 31 delle altre macchine).
L'unica macchina ad avere la possibilità di utilizzare l'avviatore automatico anche per la guida a bordo (con soppressione del sistema di avviamento manuale e relativo maniglione) è stata la E.646.137, modificata nel 1991 installando un manipolatore uguale a quello presente sul banco di manovra delle E.656.
A partire dal 2001 venne installato a bordo anche un frigorifero in cabina, per il comfort dei macchinisti. Si procedette anche all'installazione dell'aria condizionata e di nuovi sedili ergonomici al posto di quelli in midollino originari. Nonostante ciò non vennero risolti altri grossi problemi di comfort per il personale di macchina, ad esempio la presenza in cabina della pompa dell'olio ungibordo (posta in alto a lato sopra il sedile del macchinista) che spesso soffriva di perdite di lubrificante.

## Le E.646 navetta

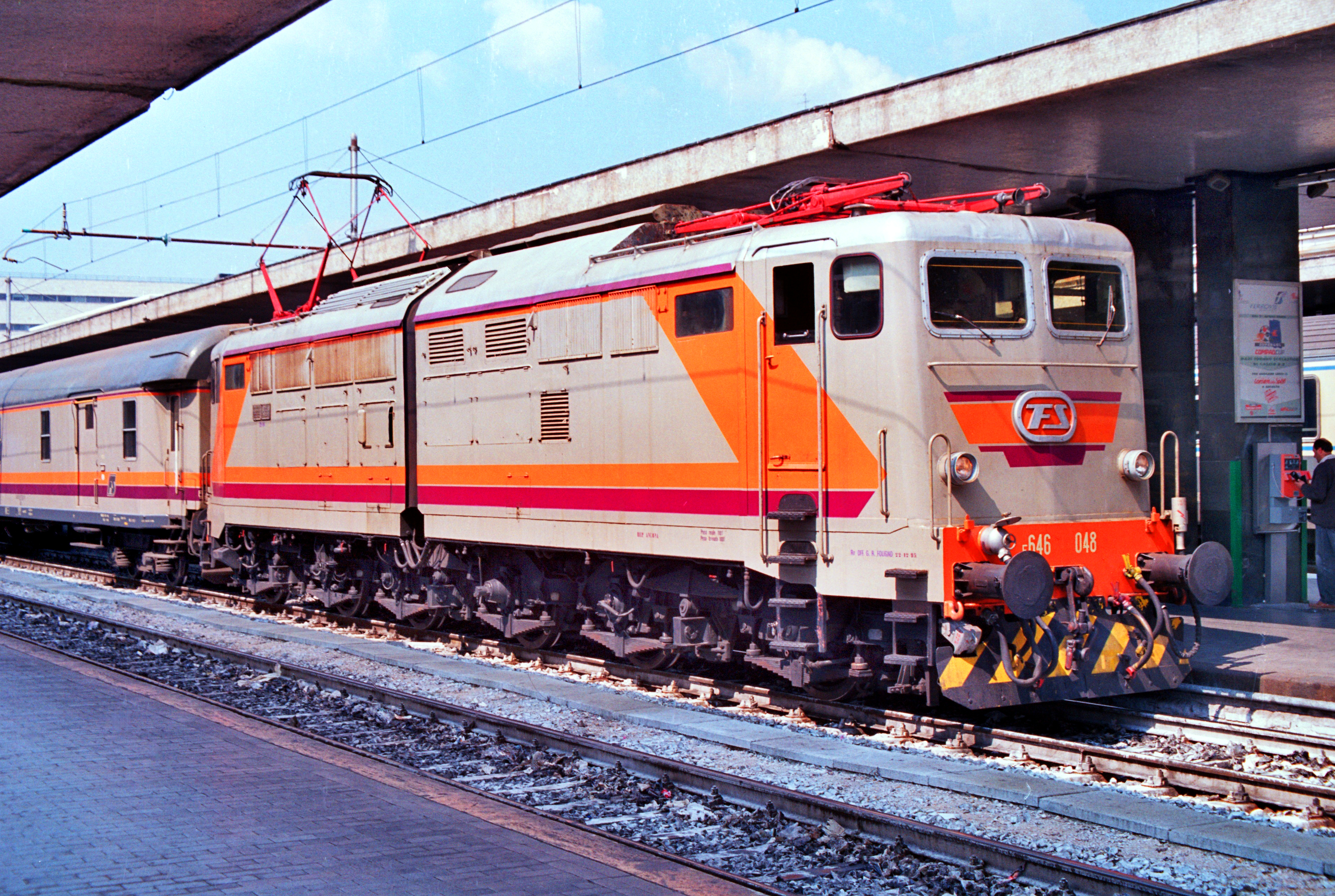
E.646.048 in livrea navetta alla stazione di Roma Termini nel 1994

Nel 1965 le Ferrovie dello Stato commissionarono una nuova famiglia di carrozze, le vicinali a piano ribassato, appositamente per l'uso in accoppiamento alle E.646. I primi servizi "Navetta" sperimentali per le E.646 con carrozze a piano ribassato si effettuarono nel nodo di Milano già a partire dal 1967.
La carriera delle E.646 alla testa dei treni Rapidi durò infatti fino ai primi anni settanta, quando iniziarono a essere gradualmente affiancate e poi sostituite dalle nuove E.444, mentre continuò il loro uso alla testa degli Espressi fino all'immissione in servizio delle prime E.656. L'arrivo delle nuove macchine dette la possibilità di utilizzare quindi le E.646 in un nuovo impiego e il Servizio Materiale e Trazione delle FS studiò la trasformazione necessaria per i treni pendolari e diretti a forte composizione con servizio navetta, che richiedevano sia alta capacità di traino sia forti e continue accelerazioni/decelerazioni, decisamente diversi dai servizi di origine di queste motrici.
Le E.428 ed E.636 fino ad allora utilizzate erano ampiamente inadatte a svolgere efficacemente tali servizi, così tutte le E.646, con apposite modifiche, vennero trasformate in E.646 Navetta (le unità dalla 187 alla 210 furono costruite già con le apparecchiature necessarie).
Nei primi anni ottanta la E.646 era così diventata definitivamente una locomotiva per treni viaggiatori "Navetta", per i servizi pendolari. A designare tale uso specifico, a partire dal 1981, le E646 ricevettero anche una nuova livrea in grigio chiaro, con fasce arancione e viola e un caratteristico "baffo frontale", sempre degli stessi colori, mentre l'imperiale, inizialmente grigio ardesia, divenne anch'esso poi grigio chiaro
. La trasformazione causò alcuni problemi, a causa della complicazione dovuta al raddoppio del circuito di comando e controllo (necessaria per comandare la macchina sia tramite il controller manuale sia con l'avviatore automatico per la guida dalla carrozza semipilota) e, soprattutto, ad un utilizzo diverso da quello per cui erano state concepite, caratterizzato da frequenti avviamenti e fermate, che ne minò la precedente fama di locomotive affidabili e veloci e le portò ad un notevole aumento di guasti e a volte anche di principi di incendio (un problema frequente soprattutto nei primi tempi, con la locomotiva in spinta, era dato dalla grande quantità di polvere e piccoli detriti sollevati dal treno durante la marcia che si infilavano nei carrelli motori).
A metà degli anni '90 tutte le E.646N furono modificate nel circuito di ricarica delle batterie, con gruppi statici anziché le tradizionali dinamo per la produzione di energia elettrica a 24 V in corrente continua.
A partire dall'inizio degli anni duemila le locomotive ricevettero la nuova XMPR bianco e verde con cui sono giunte al termine della loro vita commerciale.
Il ritiro delle E.646 dal servizio passeggeri cominciò nei primi anni duemila, con l'immissione in servizio delle E.464, destinate a diventare le locomotive più diffuse in Italia. Dal 2009 venne sospesa la circolabilità di tutte le E.645 ed E.646. L'ANSF (Agenzia Nazionale per la Sicurezza del trasporto Ferroviario) considerava infatti tutte le E.645 ed E.646 macchine dotate di sola RSC e quindi impossibilitate a circolare oltre il 30/06/09 come da Direttiva numero 81/T del Ministero dei Trasporti. Inoltre le E.645 ed E.646 non avrebbero dovuto rientrare nelle categorie di mezzi autorizzati ancora a circolare anche in base alla disposizione del Decreto numero 06/09 dell'ANSF, in virtù del fatto che non era previsto l'aggiornamento completo del SSB (sottosistema di bordo), essendo macchine in dismissione. Negli ultimi anni di attività le E.646 hanno mostrato una spiccata tendenza a guasti di tipo elettromeccanico, a volte conclusi con piccoli incendi a bordo, spesso causati da cattiva manutenzione, da sforzi eccessivi e dalle continue sollecitazioni di accelerazione/decelerazione imposte dal servizio a medio e corto raggio (senza trascurare il fatto che quando viaggiano in coda ai treni navetta queste macchine si riempivano di polveri sollevate dalla marcia che andavano a infiltrarsi nelle apparecchiature interne favorendo i guasti).

## Modelli derivati
Alla fine degli anni cinquanta l'Ansaldo ricevette ordine per una serie di locomotive elettriche dalle Ferrovie Jugoslave. Partendo dal progetto delle E.646 furono realizzate 40 locomotive con sostanzialmente gli stessi carrelli, struttura portante e rodiggio. Furono costruite 40 locomotive denominate "362", rimaste in servizio anche dopo la dissoluzione della Jugoslavia ovvero sino al 2012.

## Incidenti
- Il 15 aprile 1978 un grave incidente coinvolse la motrice E.645.016 e la E.636.282 in località Murazze di Vado (Bologna): il convoglio trainato da queste due macchine deragliò su un tratto franato e si posizionò in bilico su una scarpata. Prima che il personale del treno sviato riuscisse a dare l'allarme ed a far bloccare il traffico, sull'altro binario sopraggiunse il treno composto da Automotrici ALe 601, in servizio Rapido "Freccia della Laguna". Le ALe 601 furono scagliate nel dirupo, mentre le locomotive – sollevate dai carrelli – si ammucchiarono una sull'altra di lato. Il bilancio fu di 42 morti e 120 feriti; fra le vittime vi furono tutti e 4 i macchinisti in servizio sui due convogli. Sul treno era presente la squadra calcistica dell'Hellas Verona, che si salvò solo perché si trovava a pranzo sulla carrozza ristorante. La E.645 fu demolita in seguito all'incidente.

- Il 23 marzo 1998, tra le stazioni di Firenze Castello e Firenze Rifredi, la E.646.009, in testa a un regionale Viareggio-Firenze venne investita dall'ETR 480-34 in corsa tra Roma e Bergamo, che aveva superato un segnale a via impedita senza fermarsi. L'incidente causò un morto e 39 feriti. La macchina venne in seguito accantonata a Firenze e dismessa.

## Unità storiche
Data l'elevata importanza di queste macchine nel panorama storico delle ferrovie italiane, alcune di loro sono state inserite nel parco rotabili storici del Gruppo FS (attualmente affidato alla Fondazione FS Italiane) e restaurate per l'effettuazione di treni d'epoca:

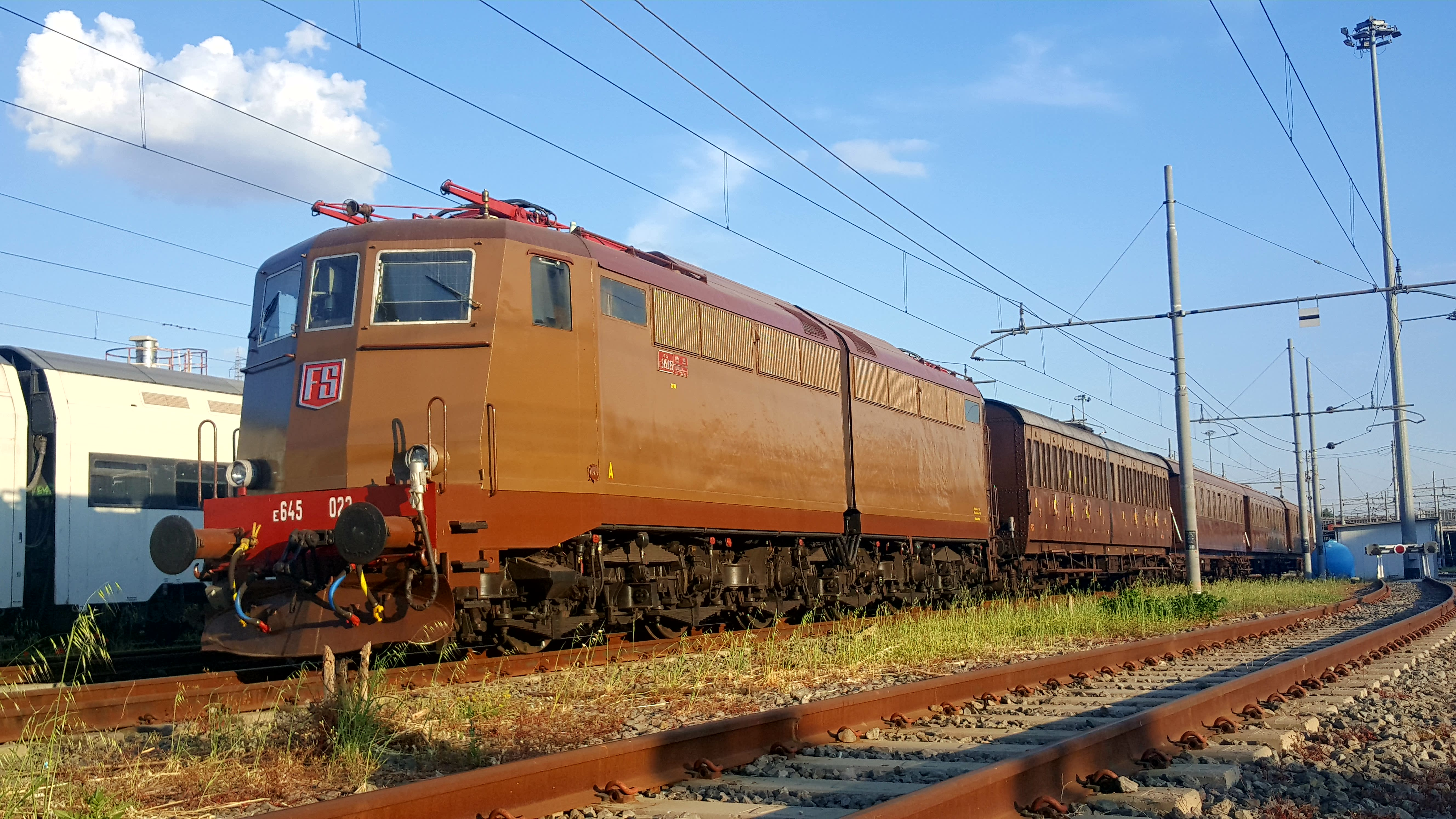
E.645.023 di I serie in livrea castano - isabella in testa a un treno storico a Roma Termini

- E.645.101: ex E. 646.001, in corso di restauro da parte dell'Associazione Rotabili Storici di Milano Smistamento, dopo essere stata per anni accantonata in attesa di demolizione. Nei primi anni duemila tale unità venne ridipinta in un'inedita livrea grigio nebbia - verde magnolia con grande logo FS frontale, prima di passare all'XMPR, con cui ha terminato la carriera. Di fatto tornerà a rivestire la livrea d'origine ma al momento non è previsto il suo ritorno in funzione a causa degli elevati costi di riparazione della parte meccanica.
- E.645.104: ex E.646.004, veste la livrea originaria grigio nebbia - verde magnolia con baffi frontali in alluminio; risiede presso gli impianti di manutenzione lombardi delle Ferrovie dello Stato.

- E.645.023: ex E.646.020, è affidata alle cure dell'Associazione Treni Storici Liguria e veste la livrea castano - isabella con fregio frontale rosso senza baffi decorativi.

- E.646.028: macchina restaurata a Taranto dall'Associazione Treni Storici Puglia (ATSP) e riportata esteriormente allo stato d'origine (momentaneamente l'unica ad aver subito l'asportazione delle griglie laterali installate durante la trasformazione per servizi navetta) con ripristino della livrea grigio nebbia - verde magnolia completa di modanature in alluminio in rilievo ma più sottili rispetto a quelle di origine. Nel 2020 è stata sottoposta ad un intervento di rinnovo conservativo della sua livrea ricevendo contestualmente le vere modanature in alluminio in rilievo come si presentava all'epoca dell'entrata in servizio;[6] gli interventi sono stati curati dall'officina DORS di La Spezia Migliarina basandosi su disegni d'archivio delle Ferrovie dello Stato.[7]

- E.645.084: in corso di restauro, è rimasta in carico fino a giugno 2020 presso il DL di Milano Smistamento, prima di essere inviata a La Spezia Migliarina ove sono proseguiti gli interventi di riparazione attrezzandola del sistema elettronico di controllo SMCT marcia treno.[8] Dal 2022 la macchina si trova alle officine OGR di Foligno incaricate di curarne il definitivo ripristino estetico, ricevendo contestualmente la livrea d'origine castano - isabella con modanature.

- E.646.085: ultima E.646 a lavorare in Liguria senza mai guastarsi, terminati i servizi regionali il 30 giugno 2010, svolti fino all'ultimo sulla relazione Genova Brignole-Acqui Terme, è stata accantonata per un anno nel deposito di Genova Brignole insieme all'unità 177. Recuperata dai soci dell'Associazione Treni Storici Liguria è stata rimessa in servizio e riverniciata in livrea tipo treno azzurro, per poi abbandonare nel corso del 2020 tale colorazione (in realtà mai apparsa in precedenza su questa macchina) in favore dell'adozione del grigio nebbia - verde magnolia, privo di modanature e con loghi frontali FS a sfondo rosso, in occasione dell'ultima revisione generale effettuata presso le officine OGR di Foligno.[9]

- E.645.090: macchina del DL di Milano smistamento e riportata alla livrea originale dai volontari dell'Associazione rotabili storici di Milano Smistamento, veste la livrea castano-isabella d'origine senza modanature, dopo aver subito nel 2004 (quando ancora prestava servizio regolare) e nel 2008 (da poco inserita nell'asset storico) altri due interventi di ripristino dello stesso schema di colorazione con riproduzione rispettivamente in vernice e in pellicola adesiva argentata delle modanature.

- E.646.158: del Deposito locomotive di Milano San Rocco, già preservata da tempo in livrea storica anni settanta con baffo frontale senza mai vestire la livrea XMPR, ha ricevuto una completa revisione durante la quale la cabina è stata ricostruita secondo il profilo originale con gocciolatoi sopra i finestrini; terminati i servizi viaggiatori è passata al parco storico con residenza presso la rimessa storica di Tirano. Di norma è di stanza nella rimessa storica di Pistoia, ma sovente è ricoverata nella rimessa dell'Associazione treni storici Liguria a Santo Stefano di Magra,[10] nel corso del 2020 la macchina ha ricevuto un intervento di rinnovo conservativo della sua classica livrea.[11]
- E.646.190: preservata a Palermo

- E.646.196: del DL di Firenze, ultima E.646 ad aver ricevuto una revisione completa, veste la livrea anni settanta grigio nebbia - verde magnolia senza le modanature o baffo frontale. Nel 2020 è stata sottoposta a un intervento di rinnovo conservativo della sua classica livrea, operando su di essa anche una completa riqualificazione degli apparati meccanici.[12]

Le macchine qui elencate sono tuttavia solo alcune delle oltre 12 dodici locomotive E.645 ed E.646 che tra la fine degli anni novanta e l'inizio del nuovo millennio hanno subito per conto delle maestranze FS e di associazioni di appassionati restauri estetici volti a ripristinare gli originari schemi di colorazione.

## Unità rilevanti
- La locomotiva E.646.158 è stata usata per alcune scene della prima puntata dell'ultima stagione della Fiction L'onore e il rispetto, ambientata negli anni settanta, con al traino alcune carrozze UIC-X e Centoporte in livrea grigio ardesia.

La locomotiva E.646.117, in livrea grigio nebbia e verde magnolia, apparve distintamente nella scena iniziale del film Anonimo veneziano  (Enrico Maria Salerno, 1970) al traino del convoglio passeggeri con a bordo la protagonista (Florinda Bolkan), in arrivo a Venezia e proveniente da Ferrara.